# Monterey Bay

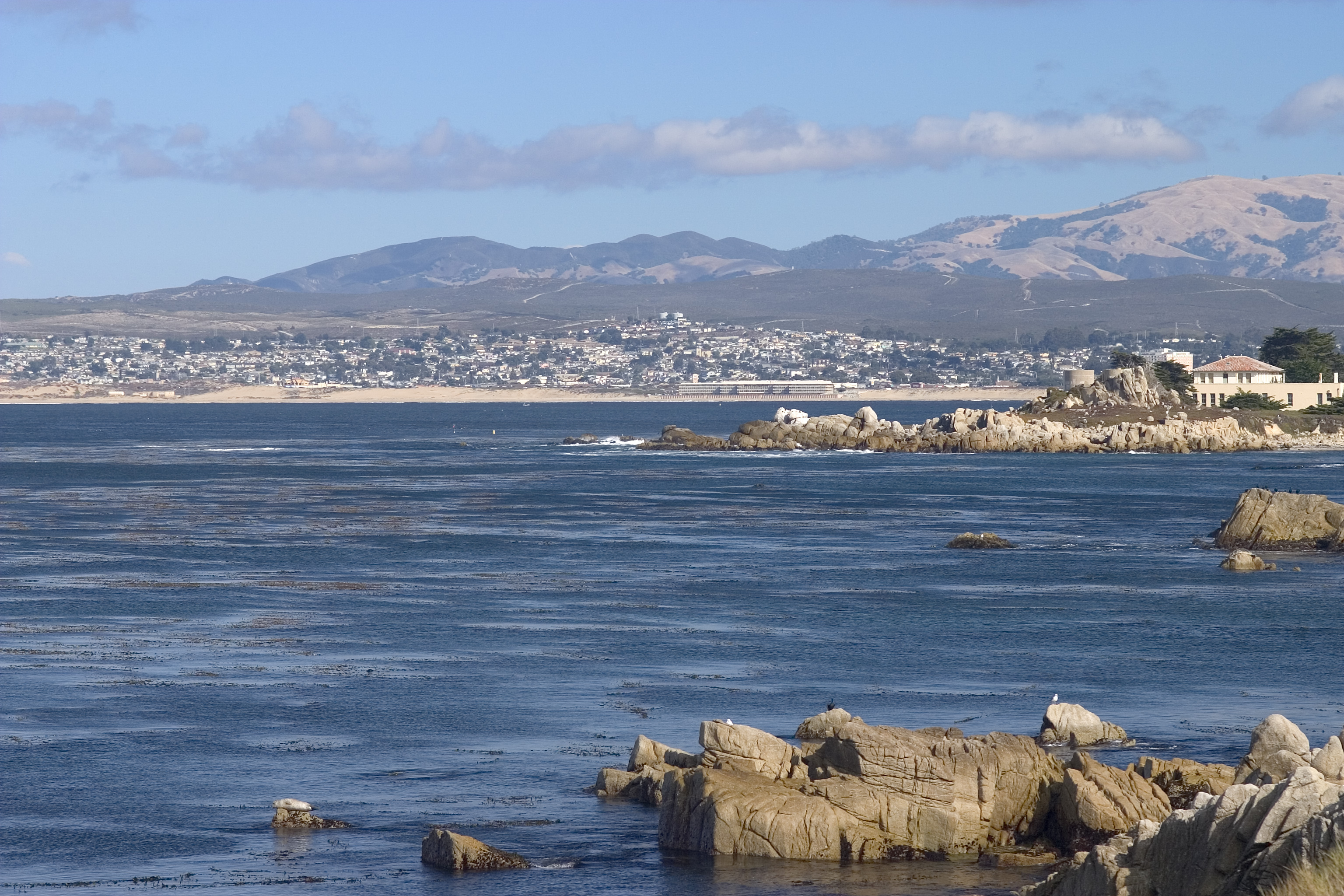
Monterey Bay, Blick von Monterey nach Nordosten

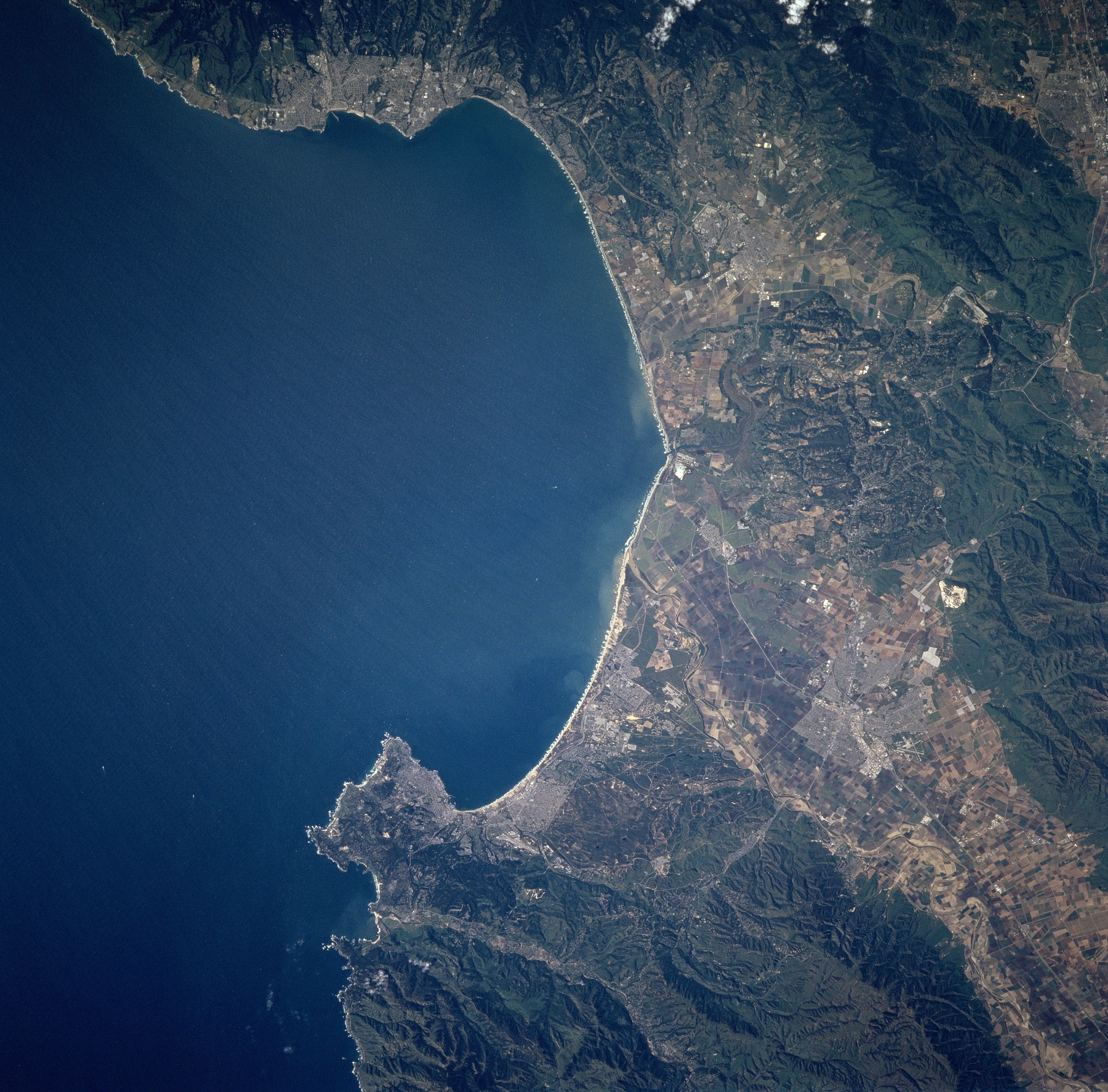
Satellitenbild der Bucht, die Monterey-Halbinsel im Süden

Monterey Bay ist eine Bucht der Pazifikküste beim namensgebenden kalifornischen Ort Monterey. Im engeren Sinne bezeichnet sie nur die eigentliche Bucht zwischen Santa Cruz im Norden und Monterey im Süden mit einem Durchmesser von etwas über 40 km, häufig werden aber auch die südlich anschließenden Gewässer rund um die ganze Monterey-Halbinsel hinzugezählt. Das 1992 ausgewiesene Monterey Bay National Marine Sanctuary, ein nach der Bucht benanntes Meeresschutzgebiet der US-Bundesregierung umfasst große Teile der zentral-kalifornischen Küste und erstreckt sich von Marin, nördlich von San Francisco im Norden bis Cambria, südlich von Monterey. Es umfasst 445 km Küstenlinie und fast 15.800 km2.

## Geographie
Die Bucht liegt an der zentralen Küste Kaliforniens, rund 120 km südlich von San Francisco. In der Bucht mündeten ursprünglich der Salinas River und der San Benito River. Beide werden zur Bewässerung von landwirtschaftlichen Flächen angezapft und ihre Flussbetten führen an der Mündung kaum Wasser und fallen häufig ganz trocken. Das Mündungsgebiet des San Benito River ist ein Sumpfgebiet, das als Elkhorn Slought National Estuarine Sanctuary unter Naturschutz steht. Wegen des geringen Eintrags an Flusswasser stieg der Salzgehalt des Brackwassers an.
Der überwiegende Teil der Bucht fällt flach auf maximal 30 m ab, im Zentrum der Bucht, als Verlängerung des Elkhorn Slought, beginnt allerdings der Monterey Canyon, eine untermeerische Schlucht, die über 150 km in den Pazifik hinausführt und dabei eine Tiefe von etwa 3600 m erreicht.

## Lebensräume

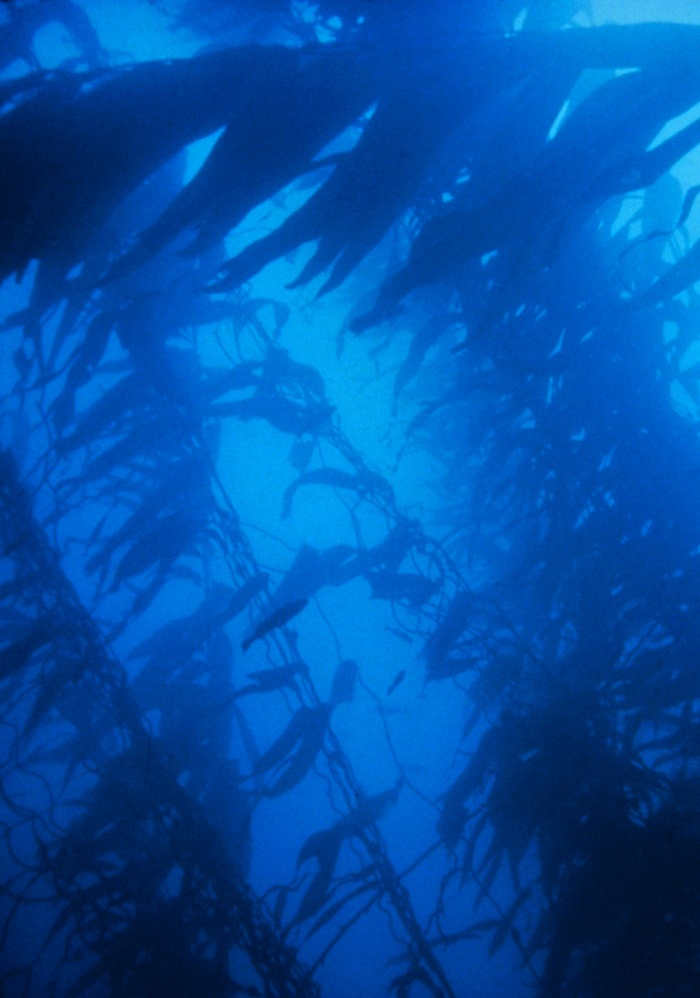
Kelpwald, wie er in der Monterey Bay typisch ist

Durch den Monterey Canyon werden vom Kalifornienstrom große Mengen kalten, nährstoff- und sauerstoffreichen Tiefenwassers in die Bucht geführt. Deshalb hat sich in der Region ein außergewöhnlich artenreicher Kelpwald entwickelt. 
Die Kelpwälder zählen zu den artenreichsten Meeresgebieten der Welt. Es leben dort über 1000 verschiedene Spezies. Dazu gehören neben den als Tang bezeichneten bis zu 70 m großen Riesenalgen der Klasse der Laminariales zahlreiche Arten von Plankton, Muscheln, Krebse, Meeresschnecken, Seepferdchen, Lippfische, Felsenbarsche, Rochen, Haie, Seeigel, Oktopusse, Seesterne, Kalmare, Seeohren, Seeanemonen, Schwämme und viele mehr. 
Ebenfalls von den Kelpwäldern profitieren zahlreiche Meeressäuger wie Große Tümmler, Seehunde und See-Elefanten. Auffällig sind die Seeotter. Buckel- und Grauwale besuchen die Bucht auf ihren Wanderungen. Daneben gibt es viele Wasservögel. 
In der Bucht ist das Monterey Bay Aquarium Research Institute angesiedelt, eine bedeutende Einrichtung der Meeresforschung.

## Geschichte
Juan Rodríguez Cabrillo war der erste Europäer, der die Bucht am 16. November 1542 während einer Expedition der spanischen Marine entdeckte. Er nannte sie Bahia de los Pinos, möglicherweise aufgrund der Monterey-Kiefernwälder. Der heutige Name der Bucht wurde erstmals 1602 von Sebastián Vizcaíno erwähnt, der beauftragt wurde eine detaillierte Karte der Küste zu zeichnen. Er ging am heutigen Monterey Harbor vor Anker und nannte den Punkt Puerto de Monterey zu Ehren des Grafen von Monterrey.
Monterey wurde zum Sitz des spanischen Gouverneurs von Alta California und der größten militärischen Garnison. Aus deren Versorgung entwickelte sich der Fischfang in und vor der Bucht zum wirtschaftlichen Grundlage der Region. War es zunächst der Walfang, wurden ab dem 19. Jahrhundert die gewaltigen Sardinenschwärme der Bucht für die Bevölkerung von Bedeutung. Mit dem Aufkommen der Konservendose Ende des 19. Jahrhunderts konnten die Fische auch für längere Zeiten haltbar gemacht und damit national verkauft und auch exportiert werden. Im 20. Jahrhundert wurden die Fangmethoden immer ausgefeilter, die Fangschiffe immer größer. Die Hochsaison der Fischerei an der Monterey Bay schildert John Steinbeck in seinen Romanen aus den 1930er bis 1950er Jahren. Die zyklisch schwankenden Bestände der Sardine wurden im Zweiten Weltkrieg insbesondere für die Rationen der US Army so stark dezimiert, dass die Schwärme und die Fischereiindustrie in den 1950er Jahren zusammenbrachen.

## Tourismus
Die in den Geschichten von John Steinbeck verewigte Tradition des Fischfangs wurde nach dem Zusammenbruch der Sardinen-Bestände in Form des Tourismus zur neuen wirtschaftlichen Grundlage der Region. Die im gleichnamigen Roman von Steinbeck beschriebene Cannery Row ist heute das Vergnügungsviertel der Stadt Monterey. Der Tourismus in Monterey und der Region setzt stark auf die Bucht. Die meisten Strände sind als State Beach oder State Park ausgewiesen. 
Eine Attraktion in Zusammenhang mit der Bucht ist das Monterey Bay Aquarium, eines der größten Schauaquarien der Welt. Es zeigt vor allem Tiere und Lebensräume der Region, vom Uferbereich bis zum Schelfmeer vor der Küste. Gleichzeitig sind am Aquarium auch Forschungs- und Naturschutzprojekte angesiedelt.
Die Bucht ist wegen der Artenvielfalt ein erstklassiges Tauchgebiet für Kaltwassertauchgänge. Zahlreiche Tauch-Schulen und -Basen bieten Kurse und geführte Tauchgänge an. Das Tauchen hat besonders in Monterey, wo wegen der Sardine-Fischerei schon vor Jahrzehnten getaucht wurde, eine lange Tradition. Außerdem werden in der Bucht und ihrem Umfeld auch verschiedene Arten des Whale watching angeboten. Die Hauptsaison für die Beobachtung von Grauwal, Buckelwal und Schwertwal dauert von Ende Dezember bis April.

## Belege
1. ↑  Monterey County Weekly: The modest little fish – and Monterey icon – contains grand teachings on how to manage fish populations. 1. Januar 2014

Koordinaten: 36° 47′ N, 121° 58′ W